# Eske Bille
Eske Bille (* um 1480; † 11. Februar 1552 in Kopenhagen) war ein dänischer Ritter und Reichshofmeister und Mitglied im norwegischen Reichsrat.

## Leben

### Familie
Eske Bille war das jüngste Kind des dänischen Ritter Peder Bille zu Svanholm und dessen Frau Anna Knudsdatter Gyldenstjerne. Um 1517 heiratete er Sophie Krummedike, die Tochter von Henrik Krummedike und dessen Frau Anne Rud. Sie hatten 13 Kinder, von denen sieben die Eltern überlebten.

### Karriere
1510 wurde er mit dem Schloss von Kopenhagen belehnt. Da trieb er bereits Handel mit eigenen Schiffen. Februar oder März 1513 verlobte er sich mit Sophie Krummedike. Am 1. Mai 1514 zog er nach Hagenskov. Da er den Vogt Hans Andersen 1519 nach Gesetz und Urteil wegen dessen eigenmächtigen und auch rechtswidrigen Amtsführung hatte hinrichten lassen, fiel er bei König Christian II. auf die Klage der Verwandten Andersens hin in Ungnade und verlor dieses Lehen. Nach dem Fall Christians erhielt er es von König Friedrich I. zurück und wurde dänischer Reichsrat.
1529 wurde er als Nachfolger von Vincens Lunge, der wegen seiner Eigenmächtigkeiten bei König Friedrich in Ungnade gefallen war, nach Bergenhus entsandt. Dieser Posten als Burghauptmann hatte fast die Machtposition eines Statthalters über das westliche und nördliche Norwegen. Er konnte nun auch seinen Schwiegervater bei dessen Bemühung unterstützen, seine in Norwegen aberkannten Lehen wiederzugewinnen. Vincens Lunge und dessen Schwiegermutter Ingerd Ottersdatter aus dem mächtigen Adelsgeschlecht der Rømer neigten dem Luthertum zu, was sie in Konflikt mit dem Erzbischof brachte, während Eske Bille Katholik blieb, der sich aber tolerant gegenüber den Lutheranern verhielt. Da die Zeiten sehr unruhig waren und er allen Selbständigkeitsbestrebungen zu Gunsten Christians II. entgegentrat, begann er die Verteidigungsbereitschaft von Bergenhus zu fördern. Dazu ließ er viele Gebäude in der Nähe des Schlosses, darunter die Apostelkirche, die Christuskirche, das Chorherrengebäude und den Bischofshof niederreißen, was ihm den Beinamen „Kirchenzerstörer“ einbrachte. Während des Kriegszuges Christians II. 1532 gegen Norwegen musste er gegen diesen und gegen den Erzbischof Olav Engelbrektsson, der praktisch Nordnorwegen beherrschte, militärisch vorgehen. Er hielt die Festung gegen die Truppen Christians II. und entsandte eigene Truppen nach Trøndelag, ließ die Abgaben eintreiben, brannte den Bischofssitz und zwei der Stammsitze des Erzbischofs nieder und verfügte in Bergen eine Handelsblockade gegen den Erzbischof und seine Anhänger.
1530 war der Schwiegervater gestorben und Anfang 1533 starb auch Anne Rud. Durch die Erbschaft wurde Eske Bille außerordentlich reich. Im Sommer 1533 nach dem Tode Friedrichs I. sagte sich der norwegische Reichsrat von Dänemark los. Eske Bille musste in den norwegischen Reichsrat eintreten und Bergenhus aus dessen Hand erneut entgegennehmen. Auf dem Weg zum dänisch-norwegischen Herrentag 1534, auf dem Christian III. zum König auch für Norwegen gewählt werden sollte, wurde sein Schiff von lübischen Kaperern aufgebracht. Er kam in Gefangenschaft nach Lübeck. Nach dem Fall Jürgen Wullenwevers wurde er am 5. November 1535 freigelassen. Vincens Lunge sandte 1535 Claus Bille nach Trondheim zum Erzbischof mit der Forderung einer gemeinsamen Reichsratshuldigung und einer Steuerbewilligung. Die Ratsherren von Østlandet mussten ebenfalls dort erscheinen. Als die Ratsherren nach Trondheim kamen, sah sich Erzbischof Olav gezwungen, mit seinen Ratskollegen Christian III. zum norwegischen König zu wählen und der Steuererhebung zuzustimmen. Aber am 3. Januar 1536 richtete der Erzbischof auf einer Versammlung von Beamten und Geistlichen schwere Anklagen gegen die dänischen Reichsräte, insbesondere gegen Lunge, sie hätten Verrat geübt. Daraufhin zogen eine Gruppe von Teilnehmern zur Unterkunft der Ratsmitglieder, erschlugen Vincens Lunge und nahmen Claus Bille und die Bischöfe Hans Rev und Mogens Lauritsson gefangen. Als Eske Bille kurz darauf nach Trondheim kam, wurde er ebenfalls gefangen genommen, und alle wurden in Tautra inhaftiert. Sein treuer Vogt Thord Roed hielt jedoch Bergenhus. Eske und Claus Bille wurden 1536 wieder freigelassen. In der folgenden Zeit setzte er sich für eine versöhnliche Politik ein, um König Christian III. in Norwegen ohne Blutvergießen durchzusetzen. Doch der König wollte eine rasche Entscheidung und beauftragte Bille am 1. September 1536 damit, eine militärische Entscheidung herbeizuführen. Im Februar 1537 kam es zu diesem Kriegszug, bei welchem sowohl die Besitztümer des Erzbischofs als auch die seiner Hintersassen geplündert und niedergebrannt wurden. Der Erzbischof flüchtete nach den Niederlanden.
Nach seiner Rückkehr nach Dänemark nahm Eske Bille an der Krönung Christians III. teil und wurde dabei auch zum Ritter geschlagen. Damit wurde er zu einer führenden Persönlichkeiten des Reiches. Während der häufigen Abwesenheit des Königs wirkte er im Schloss Kopenhagen als dessen Statthalter. 1538 nahm er an einem Fürstentreffen in Braunschweig teil und wurde zusammen mit Peder Svave zu Verhandlungen zum französischen König Franz I. entsandt. 1541 führte er die dänische Verhandlungsdelegation an, die den Bündnisvertrag von Fontainebleau mit Franz I. aushandelte. Er wurde noch mit weiteren diplomatischen Missionen betraut. 1547 wurde er mit vielen Reichsräten nach Deutschland entsandt, um im Schmalkaldischen Krieg zu vermitteln. Im gleichen Jahr wurde er Reichshofmeister. Am Ende seines Lebens trat er zum lutherischen Glauben über.
Sein Archiv ist das besterhaltene dänische Archiv des 16. Jahrhunderts.